# Schlieker-Werft
Die Schliekerwerft war von 1954 bis 1962 eine Großwerft in Hamburg. Ihr Begründer, Willy H. Schlieker, galt als umstrittene Persönlichkeit der Wirtschaftswunderzeit. Der schnelle Aufstieg der Werft zu einer der modernsten Europas und der ebenso schnelle Abstieg in den Konkurs sowie dessen Umstände waren ein vieldiskutiertes Politikum.

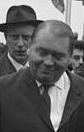
Willy Schlieker 1962

## Der Gründer
Willy Schlieker, der aus einer Arbeiterfamilie stammte – sein Vater war Kesselschmied bei Blohm & Voss –, hatte in der Nachkriegszeit unter dem Namen Willy H. Schlieker KG Hamburg-Düsseldorf einen Industriekonzern der Metall- und Elektrobranche aufgebaut.
Schlieker wurde von den Werftarbeitern nahezu verehrt, wegen hoher Löhne, guter Verdienstmöglichkeiten und Arbeitsbedingungen galt die Belegschaft als hoch motiviert. In der Hamburger Unternehmerschaft blieb er ein Außenseiter, sowohl seine Preispolitik bei Schiffsbauaufträgen wie sein Ausscheren aus der Lohnpolitik wurden als starke Konkurrenz gesehen.

## Geschichte
Die Schlieker-Werft ging aus der Übernahme der Ottensener Eisenwerk AG hervor.

### 1889: Ottensener Eisenwerk
Vorgänger der Ottensener Eisenwerke war die 1880 als Kesselschmiede gegründete Firma Pommée & Nicolay, mit der Umwandlung zu einer Aktiengesellschaft ab 1889 firmierend als Ottensener Eisenwerk vorm. Pommée & Ahrens. 1907 benannte sich das Unternehmen in Ottensener Eisenwerk Aktiengesellschaft um und übernahm verschiedene Metallbetriebe in Ottensen und Hamburg.

### 1920: Errichtung einer Werft auf der Peute
Auf der Peute im Stadtteil Hamburg-Veddel wurde 1920 ein Grundstück durch Erbbaurecht zur Errichtung einer Werft zum Bau von Binnenschiffen und kleinen Seeschiffen übernommen. Das Bauprogramm erweiterte sich bald und es wurden vorwiegend Schuten, Barkassen, Motorschlepper, Motorfrachter, Fischdampfer, Küstenmotorschiffe, kleine Fahrgast- und Fährschiffe für die HADAG und einige Minensucher für die Marine gebaut.

### 1952: Schlieker übernimmt die Ottensener Eisenwerke
1952 kaufte Willy Schlieker die Ottensener Eisenwerke (OEW), Hersteller von Kesselanlagen und Schiffsmaschinen in Altona mitsamt deren kleiner Werft auf der Peute. Weil sie oberhalb der Elbbrücken lag, waren an diesem Standort keine größeren Schiffsbauten möglich. Da Schlieker das Geschäft im industriellen Großschiffbau sah, suchte er einen geeigneten Bauplatz ohne Beschränkungen.

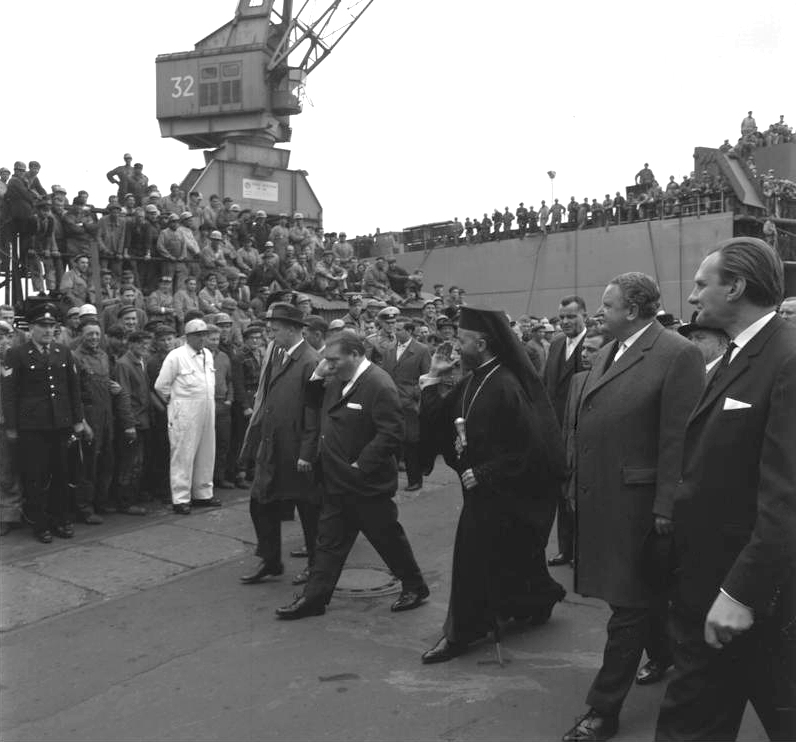
Willy Schlieker und Makarios III. bei der Werftbesichtigung im Mai 1962

### 1954: Schlieker verlegt die Werft nach Steinwerder
Zum Ausbau des Werftgeschäfts erwarb Schlieker 1954 einen Teil des seit dem Zweiten Weltkrieg brachliegenden Geländes von Blohm & Voss, direkt an der Norderelbe in Hamburg-Steinwerder am Schanzenweg, mitsamt drei Schwimmdocks und dem Nutzungsrecht am Trockendock Elbe 17, das im Eigentum der Stadt Hamburg stand. Er erweiterte daraufhin den Werftbetrieb mit dem schnellen Ausbau der Werft für den Großschiffbau auf Steinwerder. Die dortige Fertigung lief anfangs unter dem Namen Ottensener Eisenwerke weiter. Ab Jahresbeginn 1959 firmierten die bisherigen Betriebe des Unternehmens unter dem Namen Schlieker-Werft. Die letzten Fabrikanlagen in Ottensen wurden 1960 stillgelegt und nach Steinwerder verlegt.
In seiner Blütezeit um 1960 machte das Unternehmen einen Umsatz von 800 Millionen DM und beschäftigte allein in Hamburg 4000 Arbeiter. Viel beachtet war auch die Öffentlichkeitsarbeit von Willy Schlieker. So wurden in Hamburg zyprische Werftarbeiter für den Bau einer Werft auf Zypern ausgebildet. Pressewirksam wurden diese im Mai 1962 durch den damaligen zyprischen Präsidenten und Erzbischof Makarios III. während einer Besichtigung der Schliekerwerft begrüßt.

### 1962: Konkurs
Mit der Werftenkrise Anfang der 1960er Jahre aber brach das Schlieker-Imperium zusammen, da die Kapitaldecke mit 20 Millionen DM Eigenkapital zu gering und keine Ausfallbürgschaft für das unter hanseatischen Kaufleuten unbeliebte Unternehmen zu erlangen war. Das Werftgelände in Steinwerder wurde nach dem Konkurs 1962 wieder von Blohm & Voss übernommen. Die Ottensener Eisenwerke gingen in die Maschinenbau GmbH Stülcken über, die 1966 mit der Stülckenwerft von Blohm & Voss übernommen wurde. Die kleine Werft auf der Peute wurde für 1½ Millionen DM aus der Konkursmasse verkauft. Insgesamt wurden rund 125 Schiffe mit fast 450.000 BRT abgeliefert, darunter vier Tender der Rhein-Klasse für die Bundesmarine.